# 大垭乡 (彭水县)
大垭乡，是中华人民共和国重庆市彭水苗族土家族自治县下辖的一个乡镇级行政单位。

## 行政区划
大垭乡下辖以下地区：
冬瓜村、大垭村、龙龟村和木蜡村。